# Samirono
Samirono is een bestuurslaag in het regentschap Semarang van de provincie Midden-Java, Indonesië. Samirono telt 2231 inwoners (volkstelling 2010).